# ノースコーストリミテッド

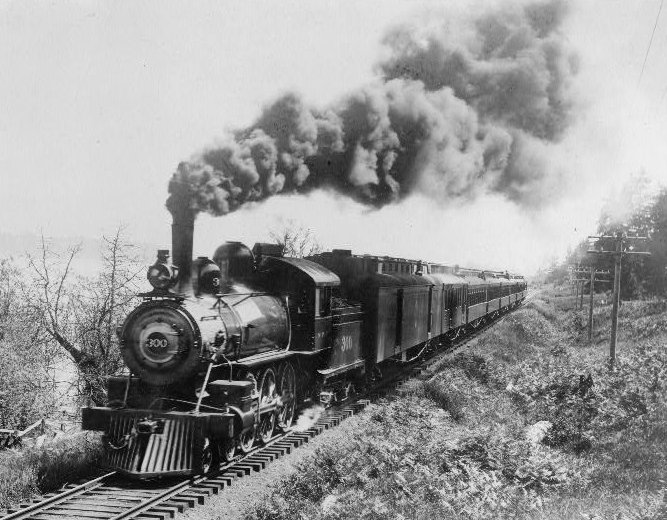
1900年のノースコーストリミテッド

ノースコースト リミテッド (North Coast Limited) はノーザン・パシフィック鉄道（Northern Pacific Railway）が運行した大陸横断の旅客列車。

## 概要
ノースコーストリミテッドはノーザン・パシフィック鉄道がシカゴ・バーリントン・アンド・クインシー鉄道、スポケーン・ポートランド・アンド・シアトル鉄道（Spokane, Portland, and Seattle Railway）と提携して、イリノイ州シカゴからワシントン州シアトル・オレゴン州ポートランド間に1900年から1970年まで運行した大陸横断の代表的な旅客列車。その後、1971年の全米鉄道旅客輸送公社・アムトラック発足までの短期間は
バーリントン・ノーザン鉄道（Burlington Northern Railroad）により運行された。
シカゴとミネソタ州セントポール間はシカゴ・バーリントン・アンド・クインシー鉄道が、ワシントン州パスコ（Pasco, Washington）とポートランド間はスポケーン・ポートランド・アンド・シアトル鉄道が運行した。
グレート・ノーザン鉄道のエンパイア・ビルダー、ミルウォーキー鉄道のオリンピアン・ハイアワサと競争関係にあった。同列車を補完する列車としてメイン・ストリーター（Mainstreeter）があった。

## 重鋼製客車によるノースコーストリミテッド
1883年、大陸横断鉄道として最初にシアトルに達したノーザン・パシフィック鉄道は、1900年よりノースコーストリミテッドの運行を開始した。最初の運行は夏期に限定されていたが、1902年には毎日運行に拡大された。1909年にはプルマン・スタンダード社（Pullman-Standard）より新車両を導入し、ポートランド行きを追加した。1911年にはシカゴ・アンド・ノース・ウェスタン鉄道と提携し、セントポールからシカゴ乗り入れを果たしたが、1918年にはシカゴ・バーリントン・アンド・クインシー鉄道経由となりシカゴの発着がユニオン駅に変化した。1930年には更に、床屋や男女別の浴室などを備えた最新の車両に更新した。

## 戦後のノースコーストリミテッド
戦時輸送から解放されたノーザン・パシフィック鉄道（NP）では、1946年に流線型の新車両の導入を決定した。インダストリアルデザイナのレイモンド・ローウィによりデザインされた、ツートングリーン（two-tone green）の新車両は1952年から順次導入され、女性乗務員が車内サービスを提供した。1954年には2階建ての展望車（dome car）を追加し、"Vista-Dome North Coast Limited." としてPRされた。1970年、シカゴ・バーリントン・アンド・クインシー鉄道、グレート・ノーザン鉄道、スポケーン・ポートランド・アンド・シアトル鉄道との合併により運行はバーリントン・ノーザン鉄道に引き継がれたが、1971年の全米鉄道旅客輸送公社・アムトラックの発足により運行停止となった。

### 1965年7月28日の編成（シカゴ発シアトル行き・セントポール出発時）
| 使用車両 | 車両愛称・形式 | 車種                                                                                       |
| -------- | -------------- | ------------------------------------------------------------------------------------------ |
| NP6513A  | EMD F7A        | ディーゼル機関車                                                                           |
| NP6553B  | EMD F7B        | ディーゼル機関車                                                                           |
| NP6513C  | EMD F7A        | ディーゼル機関車                                                                           |
| CBQ1603  | SILVER PAGE    | バゲージ・メール（郵便・荷物車）                                                           |
| NP401    |                | バゲージ（荷物車・水槽車）                                                                 |
| NP429    |                | メール・ドミトリー（郵便・乗務員車）                                                       |
| SP＆S559 |                | ドーム・コーチ（展望・座席車）                                                             |
| NP596    |                | コーチ（座席車）                                                                           |
| CBQ558   |                | ドーム・コーチ（展望・座席車）                                                             |
| NP591    |                | コーチ（座席車）                                                                           |
| NP584    |                | コーチ（座席車）                                                                           |
| NP495    |                | ランチカウンター・ビッフェ・ラウンジ（軽食・ビッフェ・ラウンジ）                           |
| NP327    | LOCH LOMOND    | スランバーコーチ（寝台車/24シングルルーム・8ダブルルーム）                                 |
| NP360    |                | 寝台車（6ルーメツト・8デュープレックスルーメット・1コンパートメント・3ダブルベッドルーム） |
| NP461    |                | ダイニング（食堂車）                                                                       |
| NP313    |                | 展望座席・寝台車（4ルーメット・4シングルベッドルーム・4ダブルベッドルーム・ドーム座席）    |
| NP371    |                | 寝台車（6ルーメット・8デュープレックスルーメット・4ダブルベッドルーム）                    |
| NP309    |                | 展望座席・寝台車（4ルーメット・4シングルベッドルーム・4ダブルベッドルーム・ドーム座席）    |
| NP394    |                | 寝台（4ダブルベッドルーム・1コンパートメント）・ビッフェ・展望ラウンジ車                   |

## アムトラックによるノースコースト・ハイアワサ
1971年の全米鉄道旅客輸送公社・アムトラックの発足により、ミルウォーキー鉄道、ノーザン・パシフィック鉄道の路線を経由して週3往復シカゴ・シアトル間にノースコースト・ハイアワサ（North Coast Hiawatha)が1979年まで運行された。